# 18. San-marinesisches Kabinett
Das 18. Kabinett setzte sich aus Partito Democratico Cristiano Sammarinese (PDCS) und Partito Socialista Sammarinese (PSS) zusammen und regierte San Marino vom 11. März 1976 bis zum 17. Juli 1978. Der PDCS stellte sieben, der PSS drei Minister.
Die nach den Parlamentswahlen vom 8. September 1974 gebildete Regierung aus PDCS und PSS zerbrach, als am 19. November 1975 die Minister des PSS ihren Rücktritt einreichten. Nach mehrmonatigen Verhandlung wurde im März 1976 eine neue Regierung, wieder aus PDCS und PSS, gebildet. Bereits nach anderthalb Jahren geriet die Regierung erneut in eine Krise als im November 1977 die PSS-Minister ihren Rücktritt einreichten. In den folgenden Monaten scheiterten die Versuche eine neue Regierung zu bilden, was letztlich zu vorgezogenen Parlamentswahlen am 28. Mai 1978 führte. Daraufhin bildete sich ein Bündnis aus Partito Comunista Sammarinese (PCS), Partito Socialista Unitario (PSU) und PSS, welches das Land bis 1986 regierte.

## Liste der Minister
Die san-marinesische Verfassung kennt keinen Regierungschef, im diplomatischen Protokoll nimmt der Außenminister die Rolle des Regierungschefs ein.
| Amt                  | Minister             | Partei | Amtszeit                      |
| -------------------- | -------------------- | ------ | ----------------------------- |
| Auswärtiges          | Giancarlo Ghironzi   | PDCS   | 11. März 1976 – 17. Juli 1978 |
| Inneres              | Clara Boscaglia      | PDCS   | 11. März 1976 – 17. Juli 1978 |
| Finanzen             | Remy Giacomini       | PSS    | 11. März 1976 – 17. Juli 1978 |
| Öffentliche Arbeiten | Gian Vito Marcucci   | PDCS   | 11. März 1976 – 17. Juli 1978 |
| Gesundheit           | Giuseppe Della Balda | PSS    | 11. März 1976 – 17. Juli 1978 |
| Bildung              | Luigi Lonfernini     | PDCS   | 11. März 1976 – 17. Juli 1978 |
| Tourismus            | Federico Bigi        | PDCS   | 11. März 1976 – 17. Juli 1978 |
| Arbeit               | Pietro Reffi         | PDCS   | 11. März 1976 – 17. Juli 1978 |
| Landwirtschaft       | Antonio L. Volpinari | PSS    | 11. März 1976 – 17. Juli 1978 |
| Industrie            | Tito Masi            | PDCS   | 11. März 1976 – 17. Juli 1978 |

### Bemerkungen
1. ↑  Segretario di Stato per gli Affari Esteri e l’Informazione
2. ↑  Segretario di Stato per gli Affari Interni e la Giustizia
3. ↑  Segretario di Stato per le Finanze, il Bilancio e la Programmazione
4. ↑  Deputato per il Lavori Pubblici
5. ↑  Deputato per la la Sicurezza Sociale, l’Igiene, la Sanità e i Rapporti con le Giunte di Castello
6. ↑  Deputato per la Pubblica Istruzione e la Cultura
7. ↑  Deputato per il Turismo, lo Sport e lo Spettacolo
8. ↑  Deputato per il Lavoro
9. ↑  Deputato per l’Agricultura, le Communicazioni e i Trasporti
10. ↑  Deputato per l’Industria, l’Artigianato e il Commercio